# Marin Mersenne
Marin Mersenne (Oizé, 8 september 1588 – Parijs, 1 september 1648) was een Frans priester, wiskundige, theoloog, filosoof en wetenschapper. Hij speelde een belangrijke rol in de verspreiding van wiskundige en wetenschappelijke kennis. Tot zijn eigen wiskundige resultaten behoort het bedenken van de mersennepriemgetallen.
Mersenne volgde het College van Le Mans en het Jezuïetencollege in La Flèche, waar een levenslange vriendschap met Descartes, zijn medestudent, is ontstaan. Van 1609 tot 1611 studeerde hij theologie aan de Sorbonne. Hij voegde zich bij de Orde der Miniemen, die leefde volgens een zeer streng gelofte van armoede. Binnen deze orde vervolgde hij zijn studie in Nigeon en Meaux. In 1612 keerde hij terug naar Parijs waar hij priester werd aan het koninklijk paleis.
Zijn monnikscel in Parijs, waar hij het grootste deel van zijn leven verbleef, werd een ontmoetingsplaats voor Fermat, Pascal, Gassendi, Roberval, Beaugrand en andere wiskundigen en wetenschappers. Ook via correspondentie had hij veel contact met wetenschappers in geheel Europa, waaronder Constantijn Huygens en Joan Albert Ban. Op die wijze kreeg hij informatie over de laatste wetenschappelijke ontdekkingen, die hij weer deelde met zijn wetenschappelijke vrienden. Hij speelde daarmee een belangrijke rol in de verspreiding van wiskundige kennis in een periode waarin er nog geen wetenschappelijke en wiskundige tijdschriften in omloop waren. Op deze wijze werd nieuwe wetenschappelijke kennis veel sneller verspreid dan in de voorgaande eeuwen het geval was.
Mersenne onderzocht de priemgetallen en probeerde een formule te vinden die alle priemgetallen zou voortbrengen of bevatten. In het bijzonder onderzocht hij getallen van de soort 2p - 1 met p priem; de priemgetallen van deze vorm heten mersennepriemgetallen.
Mersenne verdedigde Descartes en Galilei tegen theologische kritiek en trachtte het pseudowetenschappelijk karakter van de alchemie en de astrologie aan te tonen.
Hij leverde verschillende wetenschappelijke bijdragen aan de akoestiek en de mechanica. Hij deed bijvoorbeeld de eerste metingen van de geluidssnelheid, en stelde de wet van Mersenne op, die stelt dat de frequentie van een trillende snaar evenredig is met de wortel uit de spankracht en omgekeerd evenredig is met de lengte van de snaar en de wortel uit de massa per lengte-eenheid.
- Bibsys: 90403725
- Biblioteca Nacional de España: XX841183
- Bibliothèque nationale de France: cb119157157 (data)
- Catàleg d'autoritats de noms i títols de Catalunya: 981058518531406706
- CiNii: DA01409246
- Digitale Bibliotheek voor de Nederlandse Letteren: mers004
- Gemeinsame Normdatei: 118581201
- International Standard Name Identifier: 0000 0001 2129 6363
- Library of Congress Control Number: n84115241
- MusicBrainz: e1ef33e5-310e-43ea-a5d8-3f9a55249d0a
- Mathematics Genealogy Project: 125434
- Nationale Bibliotheek van Tsjechië: ola2004235381
- Nationale bibliotheek van Australië: 35347925
- Nationale Bibliotheek van Israël: 987007299148205171
- Nationale Bibliotheek van Polen: a0000003183736
- Nederlandse Thesaurus van Auteursnamen: 068559666
- Réseau des bibliothèques de Suisse occidentale: 02-A003586318
- Istituto Centrale per il Catalogo Unico: UFIV057021
- LIBRIS: 76649
- SNAC: w6r24q5s
- Système universitaire de documentation: 027024717
- Trove: 920751
- Virtual International Authority File: 41843933
- WorldCat: E39PBJjRWfXb6PMQBTX43rp3wC

1. ↑  Grote Sovjetencyclopedie (1969–1978); geraadpleegd op: 28 september 2015; paragraaf of sectie: Мерсенн Марен.
2. ↑  EB-11 / Mersenne, Marin.